# 사호촌
사호촌(佐保村)은 나라현 소에카미군에 있던 촌이다. 현재 나라시 중심부의 북쪽, 사호강 우안에 해당한다.

## 역사
- 1889년 4월 1일 - 정촌제 시행에 의해 소에카미군 사호촌이 성립하였다.
- 1923년 4월 1일 - 나라시에 편입해, 동일 사호촌은 폐지되었다.

## 교통

### 철도
철도성 간사이 본선이 지나갔지만 역은 없었고, 1907년까지는 다이부역이 있었다.

## 참고 문헌 및 자료
- 가도카와 일본 지명 대사전 29 奈良県
- 時系列地形図閲覧サイト「今昔マップ on the web」